# مسجد علاءالدین (نیغده)

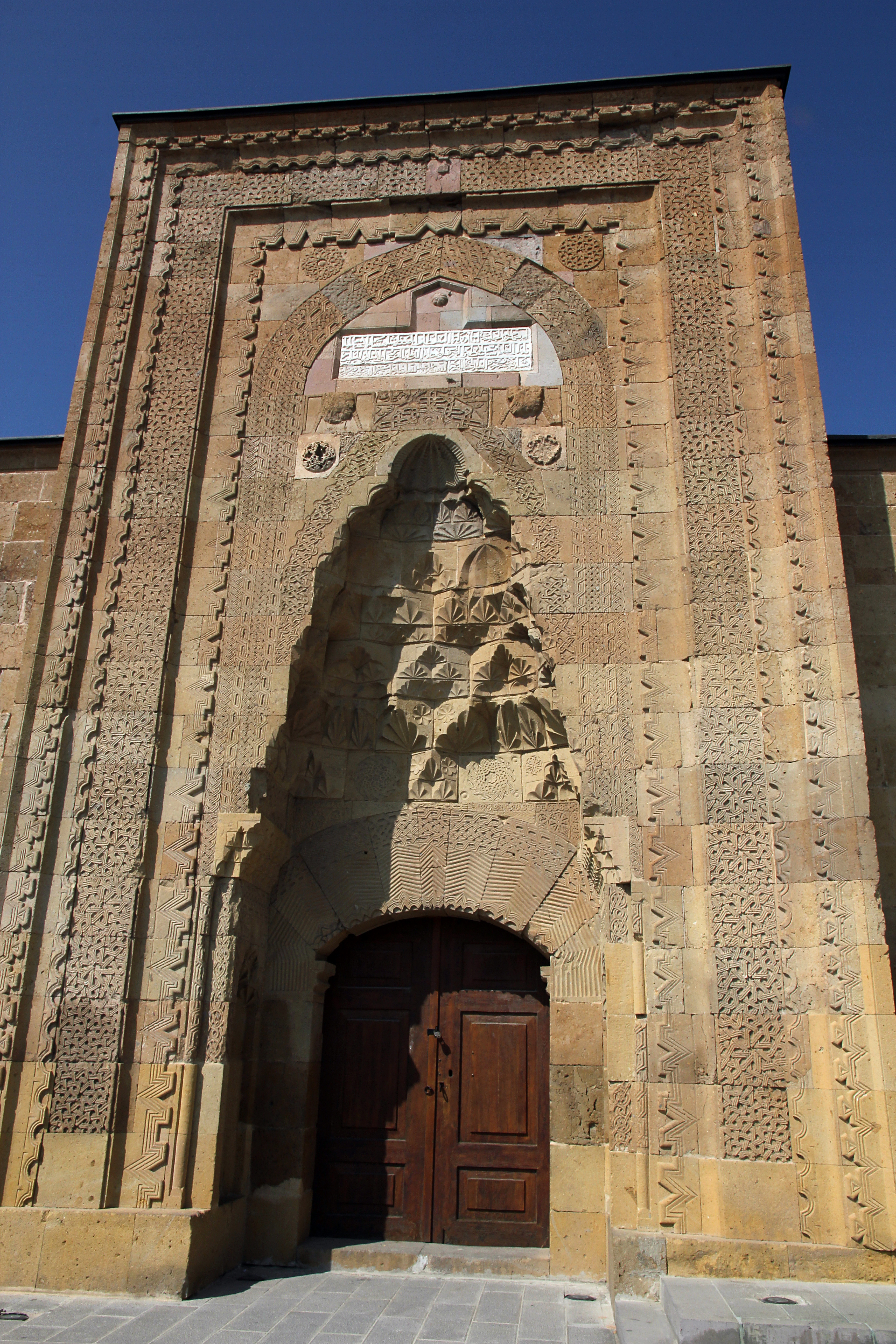

مسجد علاءالدین (ترکی استانبولی: Alâeddin Camii (Niğde)) یک مسجد تاریخی در شهر نیغده ترکیه است که در قلعه تاریخی نیغده قرار دارد. این بنا در سال ۱۲۲۳ همزمان با حکمرانی سلطان علاءالدین کیقباد از سلاطین سلجوقی روم (پیش از امپراتوری عثمانی) ساخته شد.